# فوسالتا دی پورتوجروارو
فوسالتا دی پورتوجروارو (به ایتالیایی: Fossalta di Portogruaro) یک کومونه در ایتالیا است که در استان ونیز واقع شده‌است.

## خصوصیات
فوسالتا دی پورتوجروارو ۳۲ کیلومترمربع مساحت و ۶٬۰۵۱ نفر جمعیت دارد و ۹ متر بالاتر از سطح دریا واقع شده‌است.